# 2019年内江地震
2019年内江地震（又称2019年威远地震），是2019年9月8日6时42分发生在四川省内江市威远县附近的一场地震，震中位于北纬29.55度、东经104.79度。本次地震震级为Ms 5.4级、MW 5.1级，震源深度10千米。震中距威远县12公里，距资中县25公里，距自贡市23公里，距内江市26公里，距成都市141公里。

## 发震背景
四川省地震局數據顯示，近一年來，四川境內共發生3級以上地震132次，其中3到3.9級111次，4到4.9級12次，5到5.9級8次，6級到6.9級1次，7級以上0次。最大地震是2019年6月17日四川省宜賓市長寧縣境內發生的6級地震。
中國地震台網的研究员孫士鋐指，此次地震與同年6月的長寧地震成因相同，是印度板塊擠壓歐亞板塊，在应力场作用下產生的地殼運動。但从严格意义上讲，此次内江地震不能称为长宁地震的余震。长宁地区处于云南昭通东侧到四宜宾北东向地震带，从震源深度超过10千米来看，是地质构造地震。
自有观测记录以来，在本次地震发生之前，内江市境内还未发生过震级达5级的地震。

### 前震
9月8日6时36分，即本次地震发生6分钟以前，内江市资中县附近（北纬29.59度，东经104.82度）发生3.0级地震，震源深度9千米。

## 受灾情况
据内江市应急管理局消息，截止9月8日14时50分，地震共造成1人死亡、53人受伤；受灾乡镇49个，受灾人口1133人，房屋倒塌86间、严重损坏194间、轻微受损2098间。

## 影响
地震发生时，ICL地震预警技术系统在地震发生第6秒、提前地震波1秒向自贡市发出预警、提前2秒向内江市区发出预警、提前36秒向成都市发出预警，资阳、宜宾等地也同样提前数十秒收到预警。部分地区市民通过手机、广播、电视等途径收到了预警信号。
四川省和重庆市境内多地有震感，內江、自貢震感強烈，宜賓、南充、綿陽、資陽、成都、重慶等地震感明顯。地震发生后，震区网友在各社交媒体上反应强烈，中国地震台网速报的微博社交账号下评论逾2万。
有民眾在睡夢中被搖醒，並上街頭暫避；威遠縣一幢兩層民房屋頂倒塌，現場一片狼藉；有居住市區的網民上載视频，顯示家中吊燈劇烈搖晃，超市貨品亦散落一地；資中縣陳家鎮一鱼塘的監控拍摄到在地震前鱼群出現異象，躁動且集體躍出水面。资中县陈家镇和宋家镇通信一度全阻，威远县有3个电信基站因地震退服。一万多户居民受地震影响暂时停电。
成渝高鐵、成貴鐵路等线路及成都东站、内江北站部分車站均受不同程度影响，鐵路部門迅速啟動應急預案，緊急封鎖受影響線路，部分列車服務停运或延誤（其中成渝高铁G8541、G8543、G8613等车次列车停运，D1855、G1983、D1801、G2232、G8701、C6665、G2883、G8613、G1282等多趟列车晚点），大批乘客滯留車站。

## 余震
9月8日10时36分，内江市威远县再次发生Ms4.3级地震，震中位于北纬29.51度、东经104.53度，震源深度7千米。
9月10日1时27分，自贡市荣县发生Ms4.0级地震，震中位于北纬29.51度、东经104.49度，震源深度11千米。
9月10日18时14分，内江市资中县发生Ms2.9级地震，震中位于北纬29.6度、东经104.82度，震源深度10千米。

## 震后响应
四川省委书记彭清华作出批示，省委副书记、省长尹力率工作组赶赴地震现场指导抢险救援工作，内江市启动Ⅲ级应急响应。
内江市政府召开新闻发布会，通报了最新的受灾情况。内江市委、市政府成立了抗震救灾指挥部，市委书记马波，市委副书记、市长郑莉赶赴一线指挥抢险救援。截至9月8日15时统计，内江市出动救援力量共4781人次，其中：民兵预备役1230人，武警106人，消防救援人员80人，公安干警2000余人，安全生产救援人员27人，医护人员140人次，电力救援人员654人次、交通544人次。已紧急转移和分散安置受灾人口823人；四川省应急管理厅下拨棉被4000床；市应急局调拨帐篷200顶到市中区；内江市红十字会捐赠的20顶帐篷、200个家庭包已调拨到威远县。
内江市自然资源和规划局开展震后环境隐患、次生灾害和地质灾害的排查工作。截至9月8日12时，已完成对辖区内饮用水水源地、涉放射源单位、重点危险废物企业的排查。结果显示：内江市饮用水水源地未受影响，水、气自动站运行正常；14家放射源单位237枚放射源均处于安全状态；5家重点危废监管企业安全状态良好。未接到涉及环境安全的风险报告，无次生突发环境事件发生。截至9月8日14时，共出动车辆91台次，人员384人次，已核查地质灾害隐患点575处。隐患点专职监测人员已完成987处隐患点排查工作。暂未接到地质灾害灾情和人员伤亡报告。